# Робин Худ (филм, 2010)
Вижте пояснителната страница за други значения на Робин Худ.
Робин Худ е американски филм с участието на Ръсел Кроу. Работата по филма започва още през 2007 с работното име „Нотингам“. Режисьорът сър Ридли Скот обаче не харесва сценария и след преработка филмът излиза на голям екран през 2010 с по-традиционното име „Робин Худ“.

## Сюжет
Филмът се концентрира около предисторията на познатите на всички приключения на разбойника защитник на бедните и онеправданите. Робин Худ е стрелец в армията на Ричард Лъвското сърце, който се връща в Англия след десет години прекарани по Светите земи в кръстоносен поход. След убийството на краля при обсадата на френски замък, Робин се завръща в Англия, където се представя за убития благородник Робърт Локсли, спечелва доверието на осиротелия му баща и сърцето на овдовялата му съпруга лейди Марион. Същевременно оглавява отбраната срещу французите, готвещи се за инвазия в разкъсваната от междуособици Англия, а заедно с това повежда и северните барони, които вдигат бунт срещу своеволията на кралските сановници и настояват за подписването на Магна харта. За тази своя непримирима борба е обявен от крал Джон извън закона и е принуден да хване гората. Оттам започва легендата.

## Актьорски състав
| Изпълнител       | Филмов герой                                        |
| ---------------- | --------------------------------------------------- |
| Ръсел Кроу       | Робин Лонгстрайд / Робин Худ                        |
| Марк Луис Джоунс | Томас Лонгстрайд, зидар, баща на Робин Лонгстрайд   |
| Макс фон Сюдов   | сър Уолтър Локсли, баща на Робърт Лоскли            |
| Кейт Бланшет     | Лейди Мариан, съпруга на Робърт Локсли              |
| Ейлийн Аткинс    | Елинор Аквитанска, майка на кралете Ричард и Джон   |
| Дани Хюстън      | крал Ричард Лъвското сърце, кръстоносен предводител |
| Оскар Айзък      | крал Джон Английски, английски владетел             |
| Джесика Рейн     | Изабела от Глостър, първа съпруга на крал Джон      |
| Леа Сейду        | Изабела Ангулемска, втора съпруга на крал Джон      |
| Джонатан Сакаи   | Филип ІІ Френски, френски владетел                  |
| Уилям Хърт       | Уилям Маршал, висш английски сановник               |
| Марк Стронг      | сър Годфри, английски благородник, предател         |
| Матю Макфейдиън  | шерифа на Нотингам, английски администратор         |
| Марк Ади         | монахът Тък, приятел на Робин Худ                   |
| Кевин Дюранд     | Малкия Джон, сподвижник на Робин Худ                |
| Скот Граймс      | Уил Скарлет                                         |
| Денис Меночет    | Адемар                                              |
| Алън Дойл        | Алън а'Дойл, певец и музикант                       |

## Български дублаж
| Озвучаващи артисти  | Елена Русалиева Радослав Рачев Николай Николов Светломир Радев Александър Воронов |
| Преводач            | Мария Бенчева                                                                     |
| Тонрежисьор         | Стамен Янев                                                                       |
| Режисьор на дублажа | Мария Ангелова                                                                    |